# Deinacrida parva
Deinacrida parva é uma espécie de insecto da família Anostostomatidae.
É endémica da Nova Zelândia.